# HVM Racing

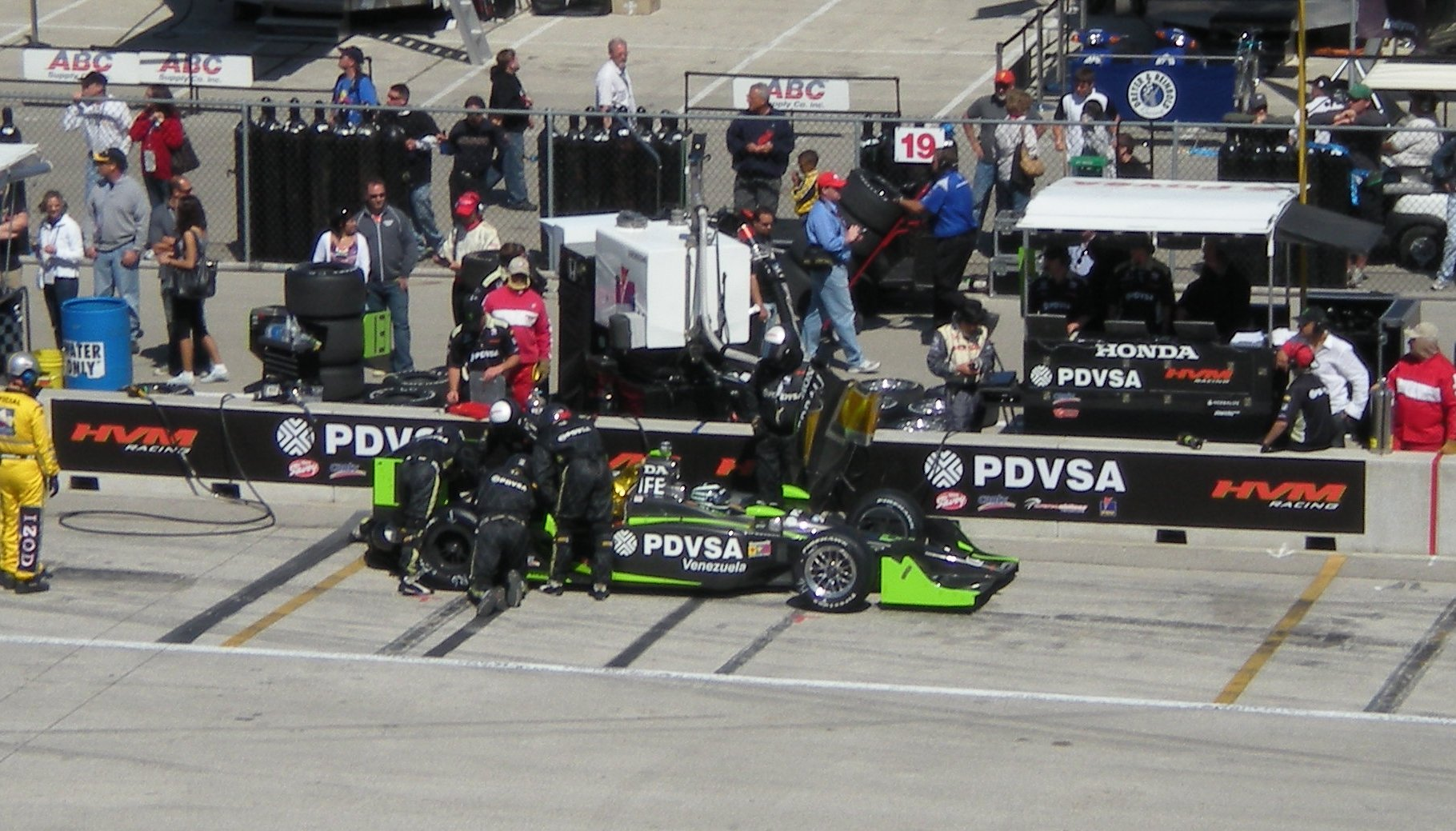
Ernesto Viso bei der Milwaukee Mile, 2009

HVM Racing war ein Team der IndyCar Series, das Keith Wiggins gehörte. Die Mannschaft existierte von 2000 bis 2012 unter verschiedenen Teambezeichnungen.

## Geschichte
Das Team wurde 1982 als Bettenhausen Motorsports von Tony Bettenhausen jr. gegründet. Als dieser bei einem Flugzeugabsturz Anfang 2000 ums Leben kam, übernahm Miteigentümer Keith Wiggins das Team, das nun als Herdez Competition, nach dem mexikanischen Sponsor benannt, fuhr. Nach der Saison 2005 endete diese Zusammenarbeit, so dass das Team nun HVW Racing genannt wurde. Im Verlauf dieser Saison war zeitweise Cedric the Entertainer Miteigentümer des Teams, was zu dem Namen HVM-CTE Racing führte. Für die Saison 2007 kaufte sich der ehemalige Minardi-Teamchef Paul Stoddart in das Team ein und das ganze wurde Minardi Team USA genannt. In dieser Zeit wurden von dem Topfahrer Robert Doornbos zwei Rennen gewonnen und weitere sechs Podiumsplatzierungen erzielt. Der zweite Fahrer Dan Clarke hatte dagegen eher Pech, ein zweiter Platz blieb sein bestes Ergebnis.
Nach dem Ende der ChampCar-Serie trennten sich Wiggins und Stoddart wieder. Einzig beim ChampCar-Abschied in Long Beach war man noch einmal unter dem Namen Minardi am Start; hier fuhren zudem zwei weitere Autos mit Roberto Moreno und Nelson Philippe.
Von 2010 bis 2012 brachte die Mannschaft ein Auto für die Schweizer Pilotin Simona de Silvestro an den Start. Als diese Ende 2012 zu KV Racing Technology wechselte, stand HVM ohne Fahrer und Sponsor da. Man übernahm im Gegenzug den ehemaligen KV-Pilot E. J. Viso, den man bereits 2009 eingesetzt hatte, und schloss sich mit Andretti Autosport zusammen, um Viso als Satellitenteam für Andretti einzusetzen. Nachdem für 2014 und 2015 kein volles Engagement mehr zustande gekommen war, wurde am 11. November 2015 die Versteigerung der Teamausrüstung eröffnet, womit die Geschichte der Mannschaft zum Ende kam.